# Ислам Нарыков
Ислам Нарыков (ум. 26 августа 1552, Казань) — государственный деятель Казанского ханства, мурза, карачи-бек из рода Тама. Брат Чуры Нарыкова.

## Биография
В 1546 году после гибели своего брата Чуры, спасаясь от репрессий Сафа-Гирей хана, вместе с братом Аликеем Нарыковым, Кулыш князем, Тереул-дуван князем, Бурнаш князем и 76 человек покинул Казань. В сентябре 1547 года был в Москве, в 1549 году находился в Ногайской Орде. Находился на русской службе; однако 9 марта 1552 года вместе с князем Кебеком и мурзой Аликеем Нарыковым, опередив наместника С. И. Микулинского, въехал в Казань, запер ворота и поднял казанцев на вооруженное сопротивление, воспрепятствовав въезду в Казань русского наместника и размещению в городе русского гарнизона. В 1552 году участвовал в обороне Казани, но уже с титулом князя.
Был одним из руководителей и первых организаторов обороны Казани. Входил в число карачи-беков казанского правительства, пригласившего на престол астраханского царевича Ядыгар-Мухаммеда. Предатель Казани мурза Камай Усеинов, уйдя к русским, говорил, что руководителями обороны Казани под началом хана Ядыгар-Мухаммеда были Кул-Шариф мулла, Зейнаш князь Ногайский, князь Чапкун аталык, Ислам князь, Аликей Нарыков, Кебек князь Тюменский, Дербыш князь.
26 августа 1552 года войска гарнизона Казани совершили вылазку. С обеих сторон было множество убитых. Среди убитых защитников нашли тела князя Ислама Нарыкова, Сюнчелея богатыря и других.